# Impatiens bardotiae
Impatiens bardotiae är en balsaminväxtart som beskrevs av Fischer och Raheliv. Impatiens bardotiae ingår i släktet balsaminer, och familjen balsaminväxter. Inga underarter finns listade i Catalogue of Life.